# 1991 في الصومال
فيما يلي قوائم الأحداث التي وقعت خلال عام 1991 في الصومال.

## أحداث
- 26 يناير – الحرب الأهلية الصومالية

## سياسة

### تعيين في المنصب
- 1 يناير – علي مهدي محمد رئيس الصومال.

### انتهاء فترة المنصب
- 26 يناير – محمد سياد بري رئيس الصومال.

## مواليد

### يناير
- 5 يناير – محمد أحمد عداء مسافات طويلة كندي.[1]

### مارس
- 25 مارس – سامية يوسف عمر رياضية صومالية.[2]

### مايو
- 1 مايو – عبد السلام إبراهيم[3]